# Alanya
Alanya (prononcé [aɫanja]), anciennement nommé Alaiye, est une ville balnéaire et un district de la Province d'Antalya dans la région méditerranéenne de la Turquie, à 166 km à l'est de la ville d'Antalya. Sur la côte sud de la Turquie, le district (qui comprend la ville et son agglomération) a une superficie de 1 598,51 km² et (recensement de 2019) habitants 327.503 (ville: 107 573 habitants, 2012).
En raison de sa position stratégique naturelle sur une petite péninsule dans la mer Méditerranée à proximité des Monts Taurus, Alanya a été un bastion local pour de nombreux empires méditerranéens tels que l'empire ptolémaïque, l'empire séleucide, l'empire romain, l'empire byzantin, ou encore l'empire ottoman. L'importance de la ville d'Alanya s'est grandement développée au Moyen Âge avec le sultanat de Roum sous le règne de `Alâ' ad-Dîn Kay Qubadh, dont la ville tire son nom. Cette époque de construction a entraîné un grand nombre de création de monuments laissant un héritage culturel marquant à la ville (le Kule Kızıl (Tour Rouge), le Tersane (chantier naval), et le château d'Alanya).
Le climat méditerranéen, les attractions naturelles et le patrimoine culturel font d'Alanya une destination populaire pour le tourisme. Ce secteur a évolué depuis 1958, pour devenir la principale industrie de la ville, résultant en une augmentation considérable de la population du district d'Alanya. D'ailleurs, la ville contribue à plus de 9 % au secteur du tourisme en Turquie. Des événements sportifs et des festivals culturels ont lieu chaque année à Alanya.
La ville a été proposée en 2000 pour une inscription au patrimoine mondial et figure sur la « liste indicative » de l’UNESCO dans la catégorie patrimoine culturel.

## Histoire et étymologie

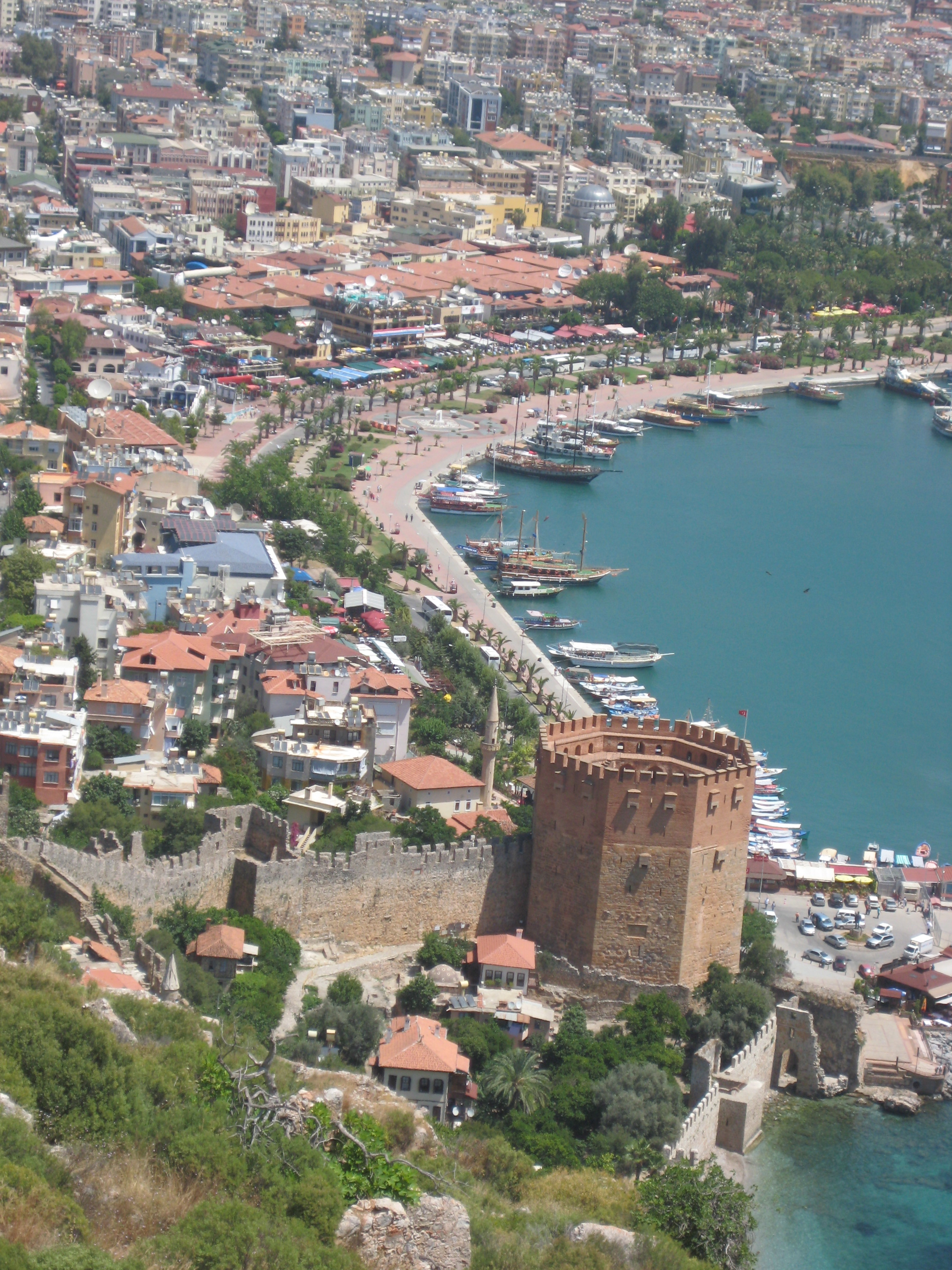
Vue d'Alanya (Tour Rouge et port)

La ville est nommée Coracesium dans la géographie de Strabon et Candeloro ou Skandeloro  dans la littérature occidentale médiévale. En 1221, le sultan seldjoukide de Rum Kay Qubadh Ier s’empare de la forteresse de Kalonoros, alors tenue par le noble arménien Kir Fard. 
Pendant la période des beylicats aux XIIIe et XIVe siècles, la ville est dénommée Alaya . Elle est alors la capitale d'un petit beylicat vassal des Karamanides.

## Météo
Alanya possède un climat méditerranéen. Il y fait très chaud en été avec des précipitations rares voire inexistantes tandis que l'hiver est particulièrement doux.
| Mois                              | jan. | fév.  | mars | avril | mai  | juin | jui. | août | sep. | oct. | nov.  | déc.  |
| --------------------------------- | ---- | ----- | ---- | ----- | ---- | ---- | ---- | ---- | ---- | ---- | ----- | ----- |
| Température minimale moyenne (°C) | 8,6  | 8,5   | 10,1 | 13    | 16,7 | 20,5 | 23,3 | 23,7 | 21,2 | 17,4 | 13    | 10    |
| Température moyenne (°C)          | 11,8 | 11,9  | 13,8 | 16,9  | 20,9 | 25,1 | 27,8 | 28   | 25,4 | 21,2 | 16,4  | 13,2  |
| Température maximale moyenne (°C) | 16,2 | 16,3  | 18,3 | 21,1  | 24,7 | 28,7 | 31,5 | 32,1 | 30,2 | 26,5 | 21,5  | 17,8  |
| Précipitations (mm)               | 199  | 149,4 | 97,8 | 70,7  | 32,4 | 8,5  | 4,5  | 2,7  | 17,5 | 98,5 | 182,9 | 231,2 |

## Population
La population d'Alanya ne cesse d'augmenter chaque année. On compte à ce jour plus de 104000 habitants. La ville comprend à peu près 10000 étrangers, essentiellement retraités.
Voici le tableau démographique montrant l'évolution de la population d'Alanya. Les chiffres sont officiels d'après le lien suivant :
http://www.tuik.gov.tr
Pour information, TUIK (Türkiye Istatistik Kurumu) est un groupe gouvernemental visant à collecter toute évolution démographique et d'emploi en Turquie. Donc, on peut le considérer comme une source fiable pour constater l'évolution démographique.
| 1970   | 1980   | 1985   | 1990   | 2000   | 2007   | 2008   | 2011    | 2012    |
| ------ | ------ | ------ | ------ | ------ | ------ | ------ | ------- | ------- |
| 15 000 | 22 000 | 30 850 | 52 460 | 88 346 | 91 713 | 92 223 | 103 673 | 104 573 |

## Jumelages
- Gladbeck - Allemagne
- Wodzisław Śląski - Pologne
- Schwechat - Autriche
- Fushun - Chine
- Néa Ionía - Grèce
- Talsi - Lettonie
- Trakai - Lituanie
- Keszthely - Hongrie
- Borås - Suède

### Articles connexes

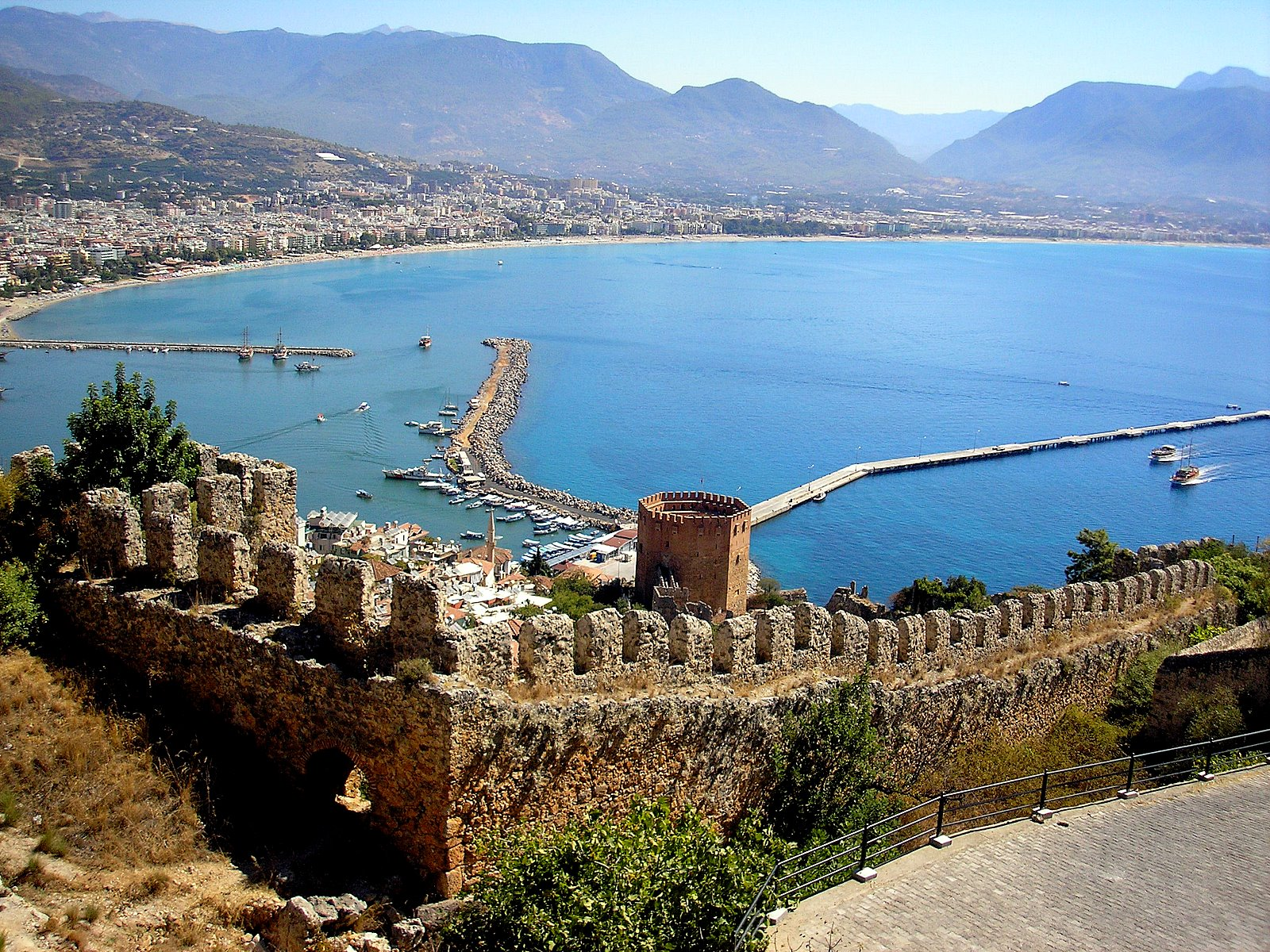
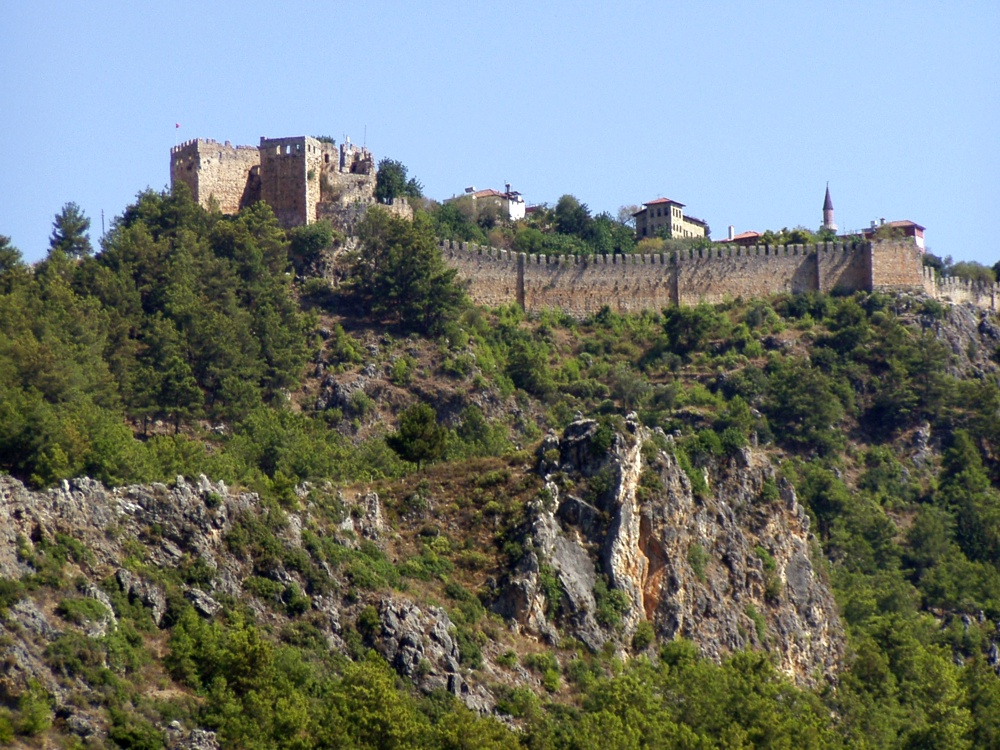
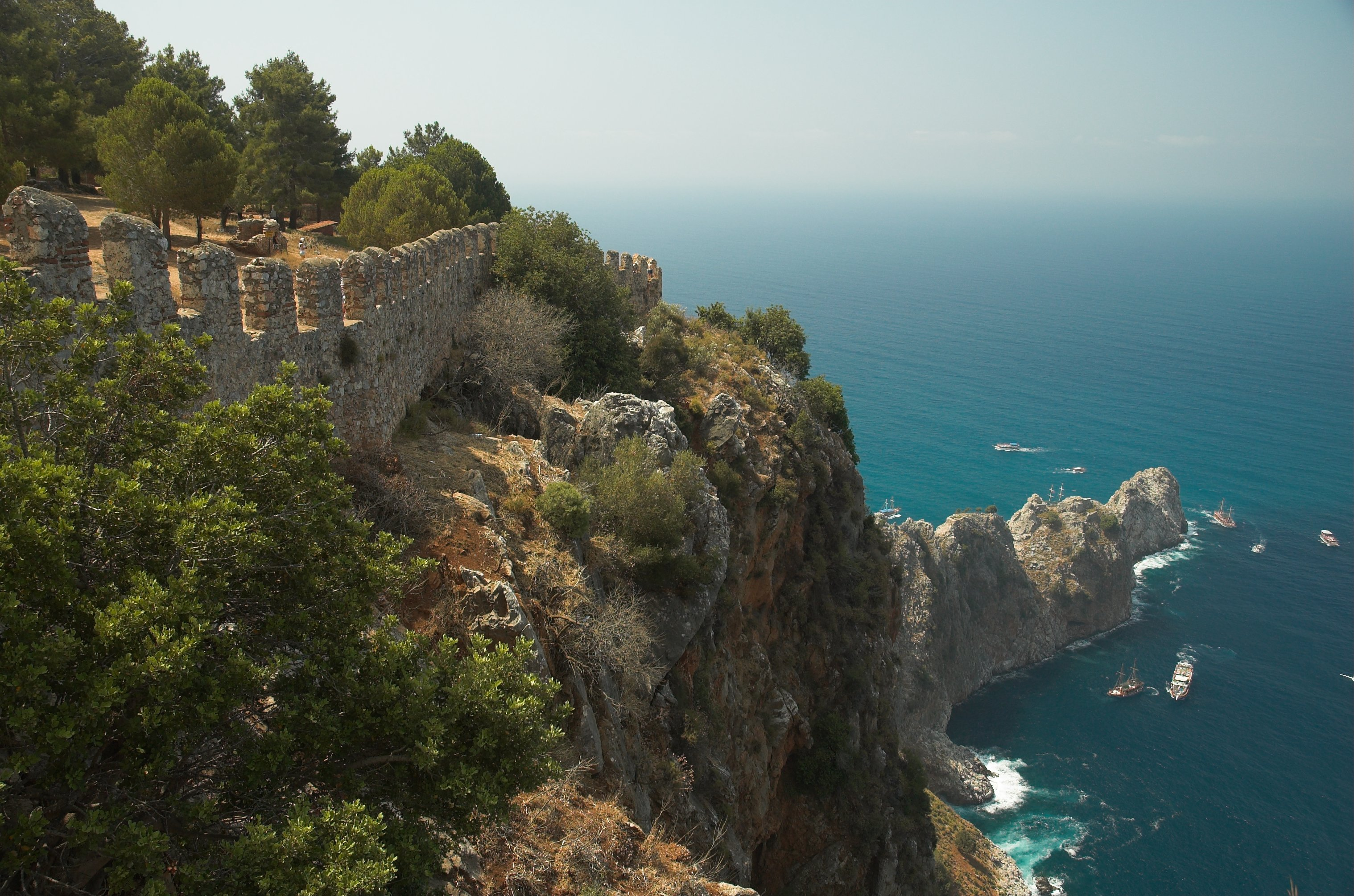
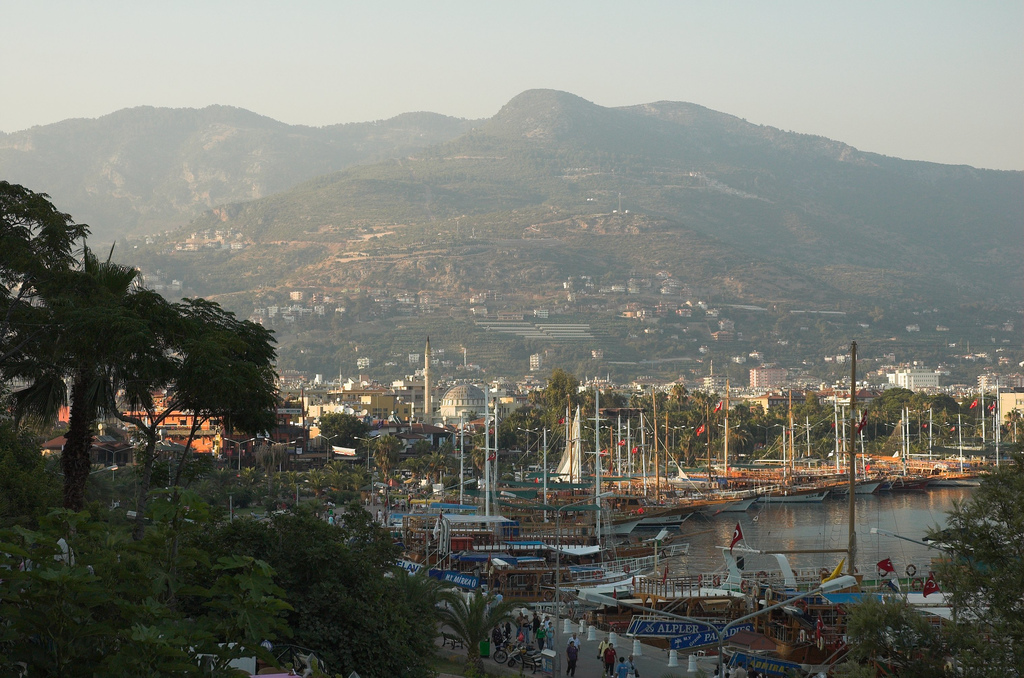
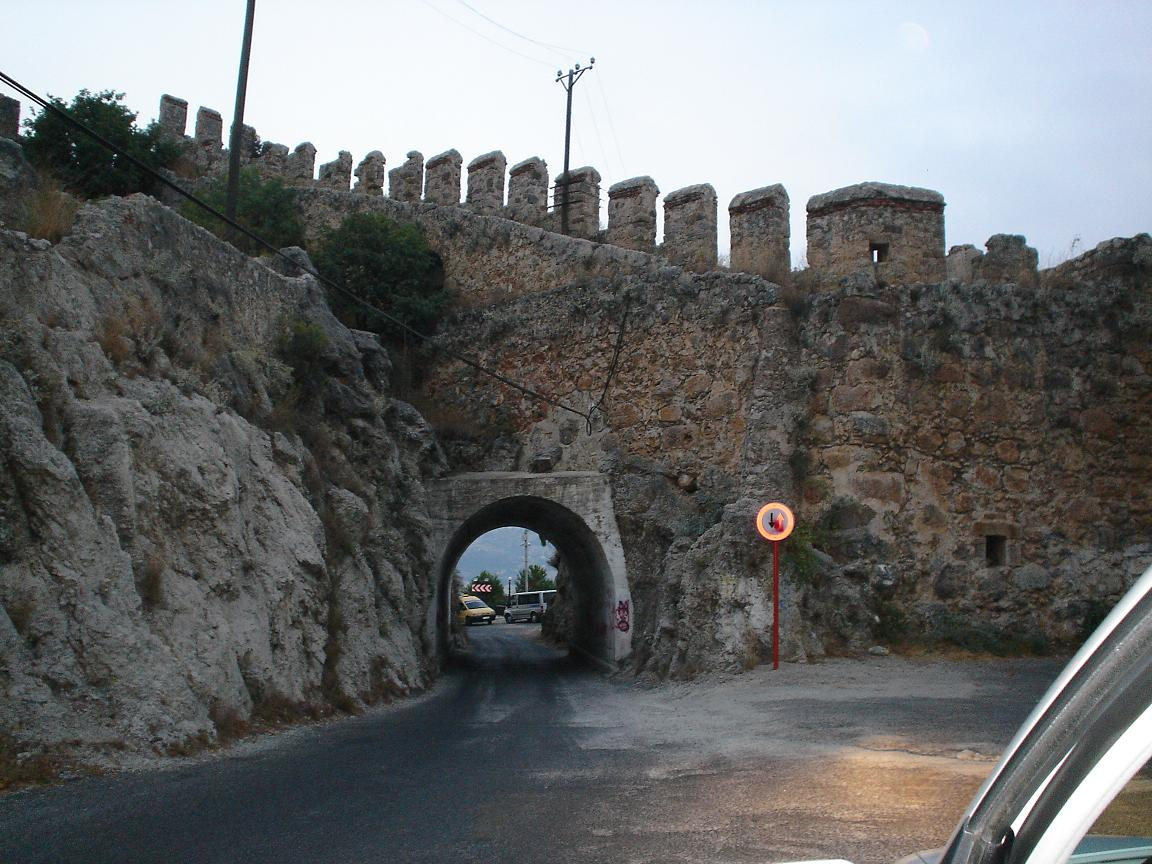
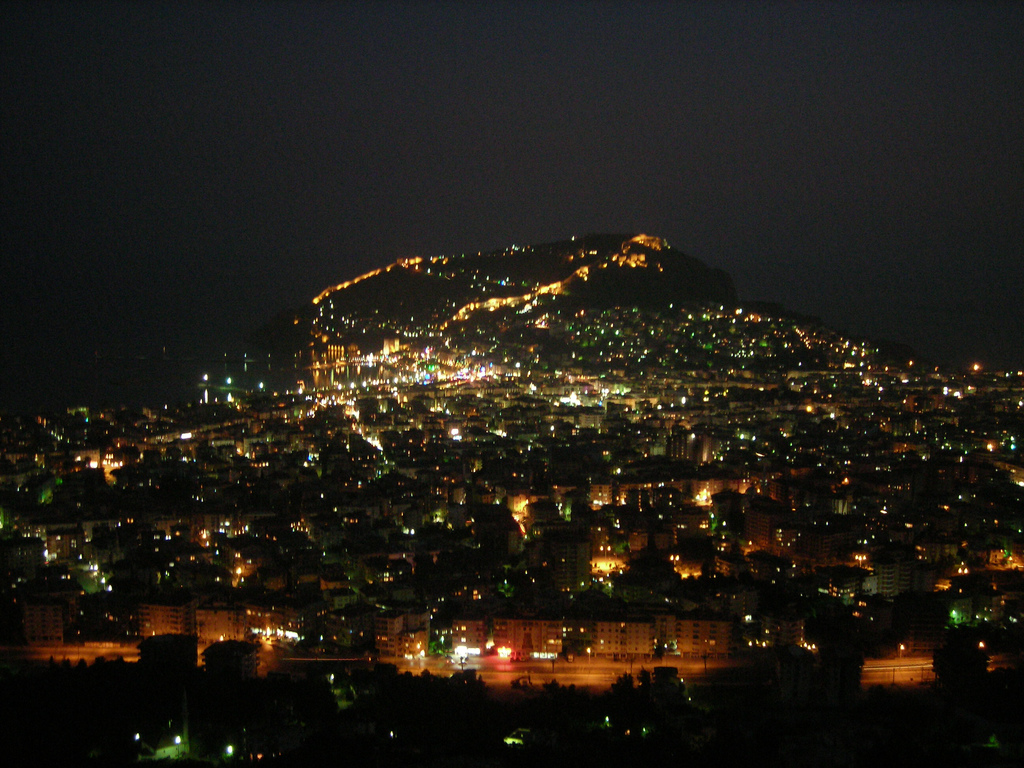
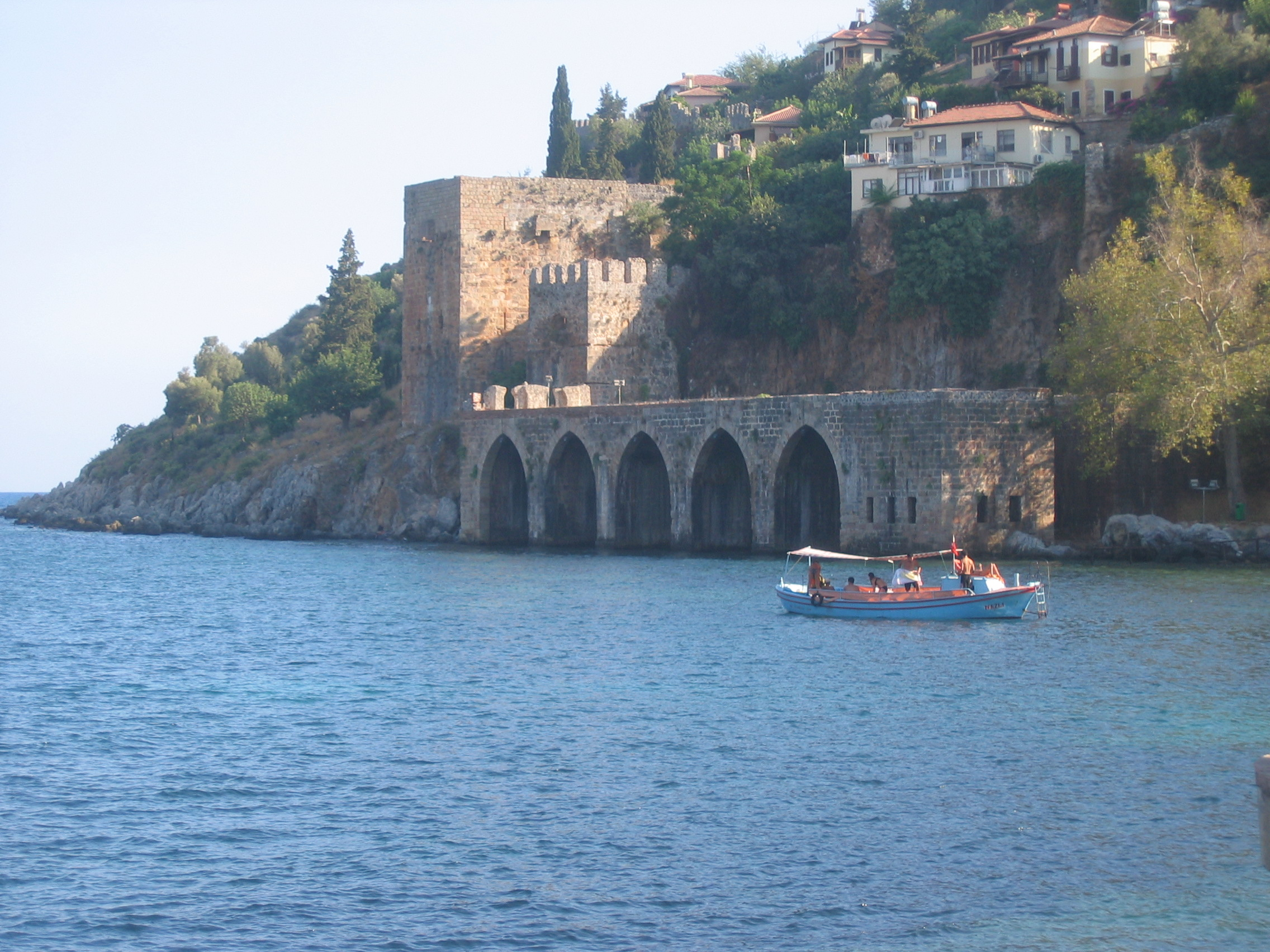
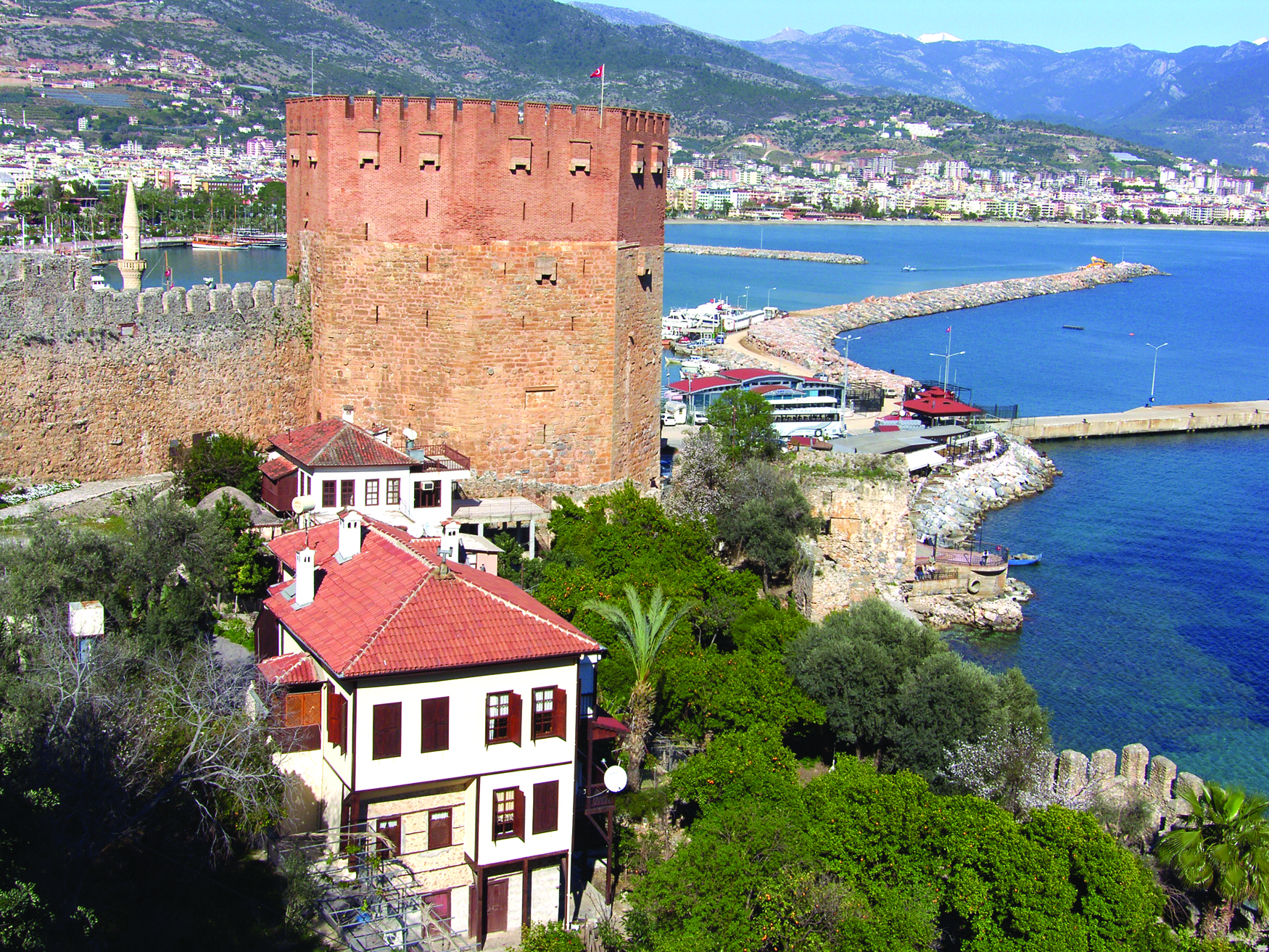
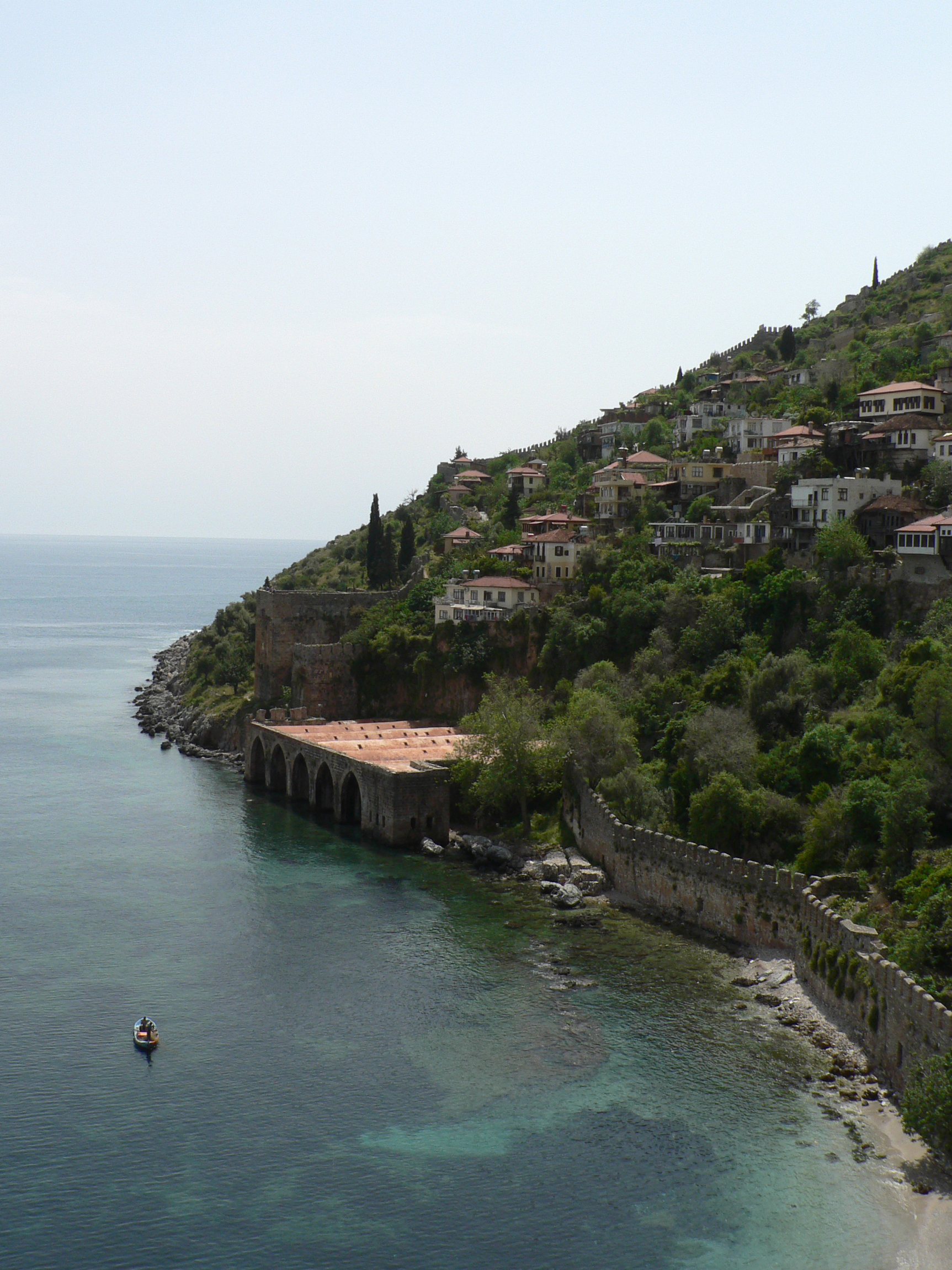
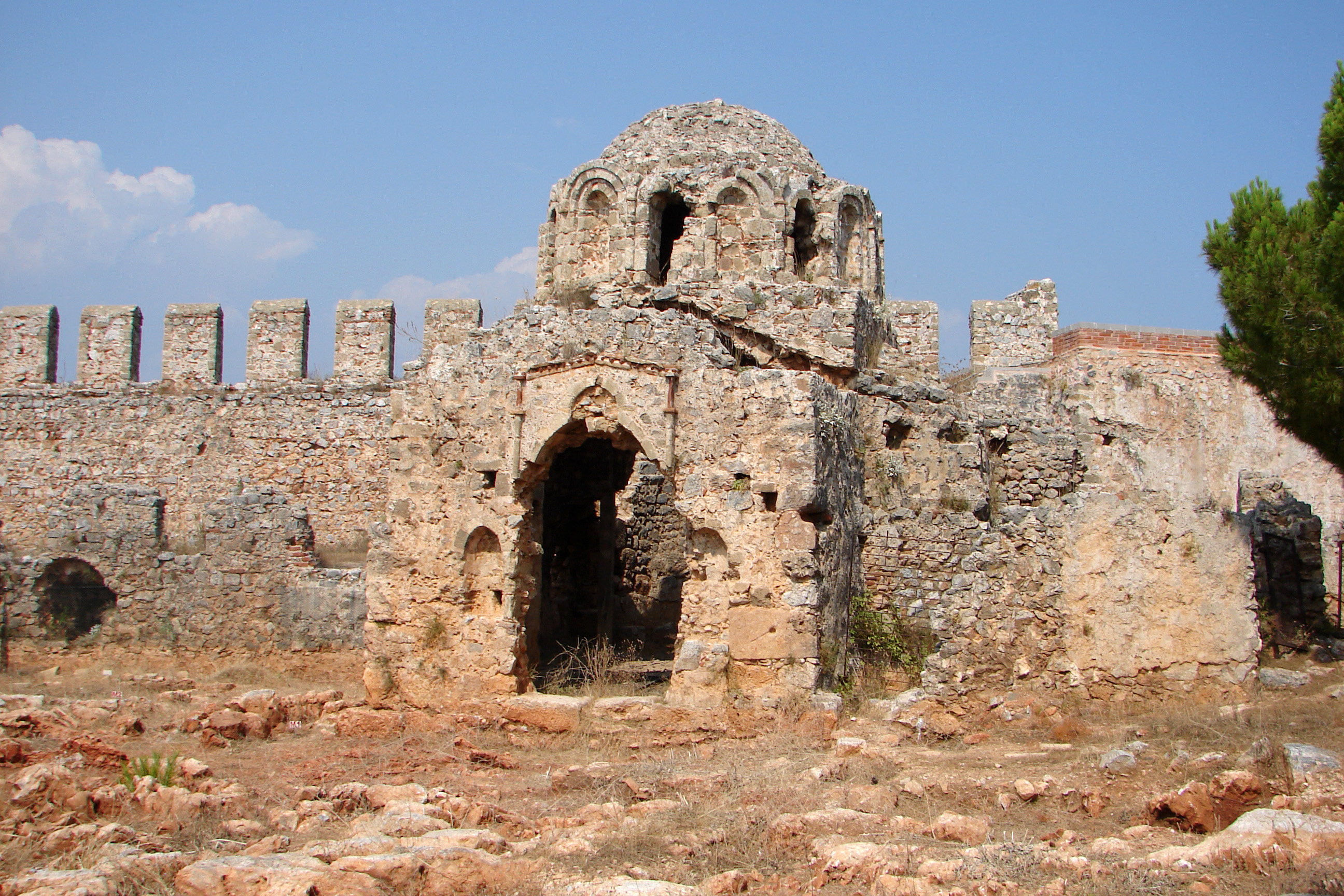